# Marcus de Jong
Marcus de Jong (* 8. November 1901 in Amsterdam; † 5. November 1969 in Den Haag) war ein niederländischer Romanist und Lusitanist.

## Leben und Werk
De Jong wurde 1938 bei Karel Rudolph Gallas an der Universität Amsterdam promoviert mit der Arbeit (Hrsg.) Diogo do Couto, Década quinta da "Ásia" (Coimbra 1938). Ebenda war er von 1937 bis 1954 Privatdozent, von 1959 bis 1967 Lektor (Dozent) und von 1967 bis zu seinem Tod ordentlicher Professor für Portugiesisch.
In der Zeit des Nationalsozialismus entging de Jong der Deportation durch Unterbringung in Barneveld dank Karel Johannes Frederiks.

## Weitere Werke
- Relações literárias entre Portugal e a Holanda, Coimbra 1936
- Beknopte geschiedenis der Portugese letterkunde, Amsterdam 1958
- Fernando Pessoa, of het veelvoudig dichterschap, Groningen 1958 (Antrittsvorlesung)
- Luis de Camoes en Torquato Tasso, Den Haag 1968 (Antrittsvorlesung)